# ベンジャミン・ボアズ
ベンジャミン・ボアズ（Benjamin Boas, 1983年 - ）は、アメリカ合衆国出身の国際コミュニケーション・コンサルタント、翻訳家、作家、麻雀研究家。ブラウン大学卒業。慶應義塾大学訪問研究員、内閣府クールジャパン戦略のクールジャパン・アンバサダー。中野区観光大使。アニメ・漫画・ゲームなどのサブカルチャーの他に合気道や坐禅を嗜み、作務衣姿を普段着とする。東京都中野区在住。

## 経歴
1983年、ニューヨーク州に生まれる。ファミコンや『らんま1/2』などの日本の漫画を通じて日本の文化に興味を持ち、日本語を学ぶようになった。
2004年、ヒマラヤ山脈旅行中に一泊したチベットの修道院で麻雀に出会い、その後来日した際に日本の麻雀文化に影響を受ける。短期来日を繰り返す中で、『近代麻雀』で紹介される。ブラウン大学に論文「牌に映るもの」を提出し、優等卒業。2007年からフルブライト奨学金を得て京都大学人文科学研究所にて「麻雀と社会」について研究。
2007年、第2回オープン欧州麻雀選手権（欧州麻雀協会、コペンハーゲン、国際ルール麻雀）で3位入賞。翌年、第1回欧州リーチ麻雀選手権（同協会、ハノーファー、日本式リーチ麻雀）で2位入賞。2010年から、文部科学省奨学生として東京大学で「ゲームと社会」について研究。
翻訳家・ライターとして活動する傍ら、2015年に青柳ちかとともにコミックエッセイ『日本のことは、マンガとゲームで学びました。』（小学館）を刊行。中野区の名所を紹介する活動などを通じて、同年に一般社団法人中野区観光協会の観光大使に就任。
2016年には、内閣府などが推進する「クールジャパン戦略官民協働イニシアティブ」に基づく「クールジャパン・アンバサダー」に選出。日本のポップカルチャーやクールジャパンのあり方について発信する活動を行っている。

## 著作
- ベンジャミン・ボアズ文、青柳ちか 画 『日本のことは、マンガとゲームで学びました。』 小学館、2015年 ISBN 978-4-09-388395-5
- ベンジャミン・ボアズ著、青柳ちか マンガ・イラスト 『大人のためのやり直し英会話』小学館、2016年 ISBN 978-4-09-388461-7